# Forum des droits du peuple madhesi, Népal
Ne doit pas être confondu avec Forum des droits du peuple madhesi, Madhesh.
Le Forum des droits du peuple madhesi, Népal – en népalais : मधेसी जन अधिकार फोरम, नेपाल – est un parti politique népalais régionaliste fondé en 2006, défendant les intérêts des populations du Teraï de langue maithili.
Le parti est désigné, dans les médias népalais de langue anglaise, sous le nom de Madhesi Janaadhikar Forum, Nepal ou Madhesi Jana Adhikar Forum, Nepal, abrégé en MJF. Au niveau international, il est désigné sous l'un de ces noms ou sous la forme anglicisée Madhesi People's Rights Forum, Nepal, couramment abrégée en Madhesi People's Rights Forum ou MPRF.

## Structure
Fondée en 2006, cette formation inclut dans ses rangs d'anciens leaders du Congrès népalais et du Parti communiste du Népal (marxiste-léniniste unifié). Le parti est dirigé par Upendra Yadav, avec le titre de coordinateur.
Le parti est dirigé par un comité central de 30 membres, dont un quart peuvent statutairement demander une réunion extraordinaire. Cette possibilité a été mise en œuvre, le 6 août 2008, par neuf membres de cette instance, qui exigent des explications du coordinateur sur la décision du bureau politique (composé, outre le coordinateur, de cinq autres membres), de soutenir la candidature de Ram Baran Yadav, ancien secrétaire général du Congrès népalais, à l'élection présidentielle des 19 et 21 juillet.
Le 19 juillet 2008, l'un de ses autres leaders, Paramananda Jha, ancien juge à la Cour suprême, a été élu premier vice-président de République.

## Assemblée constituante
Dans l'Assemblée constituante mise en place à la suite du scrutin du 10 avril 2008, le Forum des droits du peuple madhesi dispose de 54 sièges (sur 601) :
- 30 députés (sur 240) élus au scrutin uninominal majoritaire à un tour ;
- 22 députés (sur 335) élus au scrutin proportionnel de liste à un tour ;
- 2 députés (sur 26) nommés par le gouvernement intérimaire multipartite.

## Scission
Le « Forum des droits du peuple madhesi, Népal » ne doit pas être confondu avec une autre formation partiellement homonyme, le Forum des droits du peuple madhesi, Madhesh, issu d'une scission survenue en septembre 2007. Ce parti concurrent, toutefois, bien que régulièrement enregistré auprès de la Commission électorale du Népal, n'a pas présenté de candidats à l'Assemblée constituante et, par conséquent, ne dispose d'aucune représentation au niveau national.